# Maarten Offinga
Marinus Willem (Maarten) Offinga (Heerlen, 28 maart 1963) is een Nederlandse bestuurder en CDA-politicus. Sinds 25 september 2020 is hij burgemeester van het Overijsselse Hardenberg.

## Biografie

### Opleiding en loopbaan
Offinga studeerde civiele techniek aan de NHL Hogeschool en bedrijfskunde aan de Rijksuniversiteit Groningen. Hij volgde een Master Business Management aan de TSM Business School en de NCD-Nyenrode Commissarissencyclus aan de Nyenrode Business Universiteit.
Van 1985 tot 1993 was Offinga werkzaam in de civiele techniek. Hij was van 1993 tot 2000 directeur gemeentewerken en interim-gemeentesecretaris bij de voormalige gemeente Nijefurd. Van 2000 tot 2001 was hij werkzaam bij NUON. Van 2001 tot 2011 was hij statutair directeur en bestuurder van Aquario Watermanagement en Legyon.

### Politieke loopbaan
Offinga was vanaf 3 januari 2011 wethouder en 1e locoburgemeester van Súdwest-Fryslân. Op 25 juni 2020 werd hij door de gemeenteraad van Hardenberg voorgedragen als burgemeester van deze gemeente. Op 4 september 2020 werd bekendgemaakt dat de ministerraad de voordracht heeft overgenomen zodat Offinga middels koninklijk besluit per 25 september 2020 benoemd kon worden.

### Persoonlijk
Offinga is gehuwd en heeft drie kinderen.

## Verkiezingsuitslagen
| Verkiezing                                                                  | Partij      | Kandidaatnummer | Aantal Stemmen |
| --------------------------------------------------------------------------- | ----------- | --------------- | -------------- |
| Tweede Kamerverkiezingen 2010                                               | CDA (lijst) | 61              | 93             |
| Gemeenteraadsverkiezingen 2014 in Súdwest-Fryslân                           | CDA         | 1               | 3.217          |
| Gemeentelijke herindelingsverkiezingen in Nederland 2017 in Súdwest-Fryslân | CDA         | 1               | 2.963          |
| Provinciale Statenverkiezingen 2019 in Friesland                            | CDA         | 42              |                |